# Lijst van staten in het Heilige Roomse Rijk (F)
Dit is een lijst van staten in het Heilige Roomse Rijk die beginnen met de letter F.
| Naam | Type                                                              | Kreits   | Bank | Ontstaan                                                                 | Notities |
| --- | ----------------------------------------------------------------- | -------- | ---- | ------------------------------------------------------------------------ | --- |
| Fagnolle | Heerlijkheid 1770: HRR graafschap                                 | Low Rhen |      |                                                                          | Naar het huis Ligne |
| Falkenstein | Graafschap                                                        | Upp Rhen |      |                                                                          | 1255: Erft de gebieden van de uitgestorven Hagen-Munzenberg familie 1418: Lijn sterft uit; doorgegeven aan de heren van Eppstein en graven van Solms Het deel van Solms doorgegeven aan Isenburg-Budingen door de vrouwelijke erfgename |
| Feldkirch | Heerlijkheid Graafschap                                           |          |      |                                                                          | 1375/1379: Naar Oostenrijk |
| Finstingen | Heerlijkheid Graafschap                                           |          |      |                                                                          | 1458: Bij Lotharingen |
| Fischbach | ?                                                                 |          |      |                                                                          | |
| Fleckenstein | 1467: HRR baronie                                                 |          |      |                                                                          | 1250:Verdeeld in Fleckenstein-Dagstuhl, Fleckenstein-Soultz-sous-Forêts en Fleckenstein-Bickenbach |
| Franken | Stamhertogdom                                                     |          |      | 8ste eeuw                                                                | 1196: Verdwijnt |
| Franken | Hertogdom                                                         |          |      | 1633: Gecreëerd voor de hertog van Saksen-Weimar                         | 1639: Afgeschaft |
| Frankfurt | 1220: Keizerlijke stad                                            | Upp Rhen | RH   | 1372                                                                     | 1806: Ondergebracht in het vorstendom Regensburg en Aschaffenburg 1810: Groothertogdom 1815: Vrije stad 1866: Aangehecht bij Pruisen. |
| Franzenheim | Heerlijkheid                                                      |          |      |                                                                          | 1813: Bezetting door Pruisen 1866: Aangehecht bij Pruisen |
| Frauenalb | Abdij                                                             |          |      |                                                                          | |
| Frauenchiemsee | Rijksabdij                                                        |          |      |                                                                          | |
| Fraumünster | 853: Keizerlijke abdij Keizerlijke hertogelijke abdij             |          |      |                                                                          | 853: Gesticht door de keizer Lodewijk de Duitser voor zijn dochter, Hildegard, geeft ze landerijen en plaatst het onder direct gezag van de keizer 1045: keizer Hendrik III geeft het klooster rechten om munt te slaan, belastingen te heffen en markten te organiseren 1524: Vernielt door Zürich |
| Freiburg | 1218: Keizerlijke vrijstad                                        |          |      | 1157: Freiburg wordt gesticht                                            | 1277: Naar Habsburgs 1452: Naar Savoy 1478: Keizerlijke vrijstad 1481: gaat bij de Zwitserse Confederatie 1648: Verlaat het keizerrijk |
| Freiburg im Breisgau | Graafschap                                                        |          |      |                                                                          | 1368: Aan Oostenrijk |
| Freising | 738: Bisdom 1220: Prinsbisdom                                     | Bav      | EC   | 724: Gesticht als een klooster                                           | 1500: Beierse Kreits 1793: Raad van Vorsten 1803: Geseculariseerd bij Beieren |
| Freudenberg | 962: Keizerlijke abdij                                            |          |      | 1801: Aangesloten bij Frankrijk 1815: Aangesloten bij Pruisen            | |
| Freudenberg | 1250: HRR heerlijkheid                                            |          |      |                                                                          | Naar de graven van Wertheim 1803: Naar Lowenstein-Wertheim-Freudenberg |
| Friedberg | Graafschap 1785: Vorstelijk graaf van Friedberg en Scheer         |          |      |                                                                          | Naar Thurn und Taxis |
| Friedberg | Keizerlijke stad                                                  | Upp Rhen | RH   | 1217                                                                     | 1803: Gemediatiseerd |
| Friedrichshafen |                                                                   |          |      |                                                                          | |
| Friesland | Heerlijkheid                                                      | Burg     |      |                                                                          | 1512: Bourgondische Kreits |
| Friuli | Hertogdom                                                         |          |      |                                                                          | 1512: Oostenrijkse Kreits |
| Fugger Graaf van Kirchberg & Weissenhorn | 1514/1530: HRR graafschap Kirchberg en Weissenhorn                | Swab     |      |                                                                          | 1507: eigenaars van het graafschap Kirchberg (overgenomen door pandrecht) Verwerven (door pand) de heerlijkheid Weissenhorn 1511: krijgen het statuut van keizerlijke adel 1534: Krijgen het recht om munt te slaan 1536: Heren van Glott 1538: heren van Babenhausen 1541: Krijgen de rechtelijke macht over de gebieden van Fugger 1563: Landen in de Zwabische Kreits in de Gravenbank Gemediatiseerd bij Beieren en Württemberg Overnames (data) van het Huis Fugger: Gablingen (1527), Mickhausen (1528), Burgwalden (1529), Oberndorf (1533), Güter in Ungarn (1535), Pflege Donauwörth (1536), Glött (1537), Babenhausen und Brandenburg (1539), Pleß (1546), Rettenbach (1547), Güter im Elsaß (1551), Kirchheim (1551), Duttenstein (1551), Eppishausen (1551), Niederalfingen (1551), Stettenfels (1551), (Ober-)Reichau (1551), Kettershausen en Bebenhausen (1558) 1806: Afgestaan aan Beieren |
| Fugger-Babenhausen HRR prins Fugger van Babenhausen, heer van Boos, Heimertingen, Wald, Wellenburg, Burgwalden & Markt, graaf van Kirchberg & Weissenhorn | 1514: HRR graafschap 1803: HRR vorstendom                         |          |      |                                                                          | |
| Fugger-Glott graaf Fugger van Glött, heer van Oberndorf, graaf van Kirchberg & Weissenhorn |                                                                   |          |      |                                                                          | |
| Fugger-Kirchheim Graaf Fugger, heer van Kirchheim, graaf van Kirchberg & Weissenhorn |                                                                   |          |      |                                                                          | |
| Fulda | 1156: HRR prins-abdij 1170: Keizerlijke abdij 1752: Prinsbisdom   | Upp Rhen | EC   | 744: Gesticht als de Abdij van Fulda                                     | 1157: Fulda krijgt haar charter 1576-1602: Aangesloten bij de Duitse Orde 1803: Geseculariseerd en aangesloten bij Nassau-Dillenburg 1793: Raad van Vorsten 1806: Frans bestuur 1807: Aangesloten bij het koninkrijk Westfalen 1815: Naar Hessen-Kassel 1867: Aangesloten bij Pruisen |
| Furstenberg | 1660: HRR baron                                                   |          |      |                                                                          | NOTA: Verschillend van de familie van de prinsen van Furstenberg |
| Fürstenberg Furstenberg HRR vorst van Fürstenberg, landgraaf van Baar & of Stühlingen, graaf van Heiligenberg & Werdenberg, baron van Gundelfingen, heer van Hausen im Kinzinger Thal, Trochtelfingen, Möskirch, Hohenhöwen, Wildenstein, Jungnau, Waldsberg, Werenwag, Weitra & Püglitz | 1250: Graafschap                                                  |          |      | 1250                                                                     | Verwerft het landgraafschap Baar 1627: Verwerft de heerlijkheid Gundelfingen Verwerft de heerlijkheid Hausen Verwerft de heerlijkheid Heiligenberg Verwerft de heerlijkheid Howen Verwerft de heerlijkheid Meßkirch 1639: Verwerft het landgraafschap Stuhlingen Verwerft de heerlijkheid Purglitz Verwerft de heerlijkheid Taikowitz Verwerft de heerlijkheid Weitra 1408: Verdeeld in Fürstenberg en Dillingen Verdeeld in Fürstenberg-Fürstenberg en Fürstenberg-Wolfach 1667: HRR Raad van Vorsten |
| Fürstenberg-Baar | 1441-1559: Graafschap                                             |          |      | 1441: Verdeeld vanuit Fürstenberg-Fürstenberg                            | 1483: Erft Furstenberg-Geisingen 1490: Furstenberg-Wolfach 1559: Verdeeld in Fürstenberg-Blomberg en Fürstenberg-Heiligenberg |
| Fürstenberg-Blomberg | 1559-1614: Graafschap                                             |          |      | 1559: Verdeeld vanuit Fürstenberg-Baar                                   | 1614: Verdeeld in Fürstenberg-Mötzkirch en Fürstenberg-Stühlingen |
| Fürstenberg-Fürstenberg | 1408-1441: Graafschap 1704-1716: Graafschap 1716-1804: Vorstendom |          |      | 1408: Verdeeld uit Fürstenberg 1704: Verdeeld uit Fürstenberg-Stühlingen | 1441: Verdeeld in Fürstenberg-Baar en Fürstenberg-Geisingen 1762: Verdeeld in Furstenberg-Furstenberg en Furstenberg-Purglitz 1804: Geërfd door Fürstenberg-Pürglitz |
| Fürstenberg-Geisingen | 1441-1483: Graafschap                                             |          |      | 1441: Verdeeld uit Fürstenberg-Fürstenberg                               | 1483: Aangesloten bij Fürstenberg-Baar |
| Fürstenberg-Heiligenberg | 1559: Graafschap 1664: Vorstendom                                 |          |      | 1559: Verdeeld uit Fürstenberg-Baar                                      | 1716: Aangesloten bij Fürstenberg-Fürstenberg |
| Fürstenberg-Mötzkirch | 1614: Graafschap 1716: Vorstendom                                 |          |      | 1614: Verdeeld uit Fürstenberg-Blomberg                                  | 1744: Aangesloten bij Fürstenberg-Fürstenberg |
| Fürstenberg-Pürglitz | 1614-1704: Vorstendom                                             |          |      | 1762: Verdeeld uit Fürstenberg-Fürstenberg                               | |
| Fürstenberg-Stühlingen | 1614-1704: Graafschap 1716: Vorstendom                            |          |      | 1614: Verdeeld uit Fürstenberg-Blomberg                                  | 1704: Verdeeld in Fürstenberg-Fürstenberg en Fürstenberg-Weitra |
| Fürstenberg-Weitra |                                                                   |          |      | Verdeeld uit Furstenburg-Stuhlingen                                      | 1759: Verdeeld in Furstenberg-Weitra en Furstenberg-Taikowwitz 1806: Gemediatiseerd bij Oostenrijk |
| Füssen | Abdij                                                             |          |      |                                                                          | |

A · B · C · D · E · F · G · H · I · J · K · L · M · N · O · P · Q · R · S · T · U · V · W · Z

vrije keizerlijke steden · keizerlijke abdijen